# Serdar Ortaç
Serdar Ortaç est un chanteur de pop turc né le 16 février 1970 à Istanbul.

## Discographie

### Albums
- 1994 Aşk İçin (2 septembre 1994)
- 1996 Yaz Yağmuru (2 mars 1996)
- 1997 Loco Para Amar (21 février 1997)
- 1998 Gecelerin Adamı (15 juin 1998)
- 1999 Bilsem ki (15 septembre 1999)
- 2001 Sahibinin Sesi/Remix (23 novembre 2001)
- 2002 Okyanus (12 juin 2002)
- 2004 Çakra (16 avril 2004)
- 2006 Mesafe (1er mai 2006)
- 2008 Nefes (2 juin 2008)
- 2010 Kara Kedi (14 mai 2010)
- 2012 Ray (14 juin 2012)

### Duos
- 2008 : Korkma Kalbim sur l'album Taktik de Bengü

## Quelques titres
- Seytan (reprise en français par l'artiste belge Mary-L)
- Mikrop
- Heycan
- Sanirim
- Yesil su
- Dansöz
- Bebegim
- Poset
- Haksizlik
- Elimle
- Kara Kedi
- Hile
- Ray
- İstediği Gibi
- Denemek İstersen

## Récompenses
- 1994 : Kral TV Video Music Awards - Best Performance Increasing Artist
- 1997 : Milliyet: Most Beloved Song Of The Year - Padisah
- 1999 : Hurriyet Altin Kelebek - Most Successful Artist Of The Year
- 2000 : Kral TV Video Music Awards - Best Pop Music Artist
- 2003 : Radio & TV Oscars _ Best Show Program: Alltogether with Serdar Ortac
- 2004 : MUYAP Music Awards - The Most Selling Album Of The Year: Cakra
- 2006 : Future Magazine Awards - The Best Pop Music Artist